# 奥斯塔巴特-阿斯姆
奥斯塔巴特-阿斯姆（法語：Ostabat-Asme，法語發音：[ɔstabat asm]）是法国大西洋比利牛斯省的一个市镇，位于该省中部略偏西，属于巴约讷区和巴斯克地区城市公共社区。该市镇于1841年由原市镇奥斯塔巴特（Ostabat）和阿斯姆（Asme）合并而成。據說中古時期，為往聖地亞哥-德孔波斯特拉朝聖時，為法蘭西在疪里牛斯山腳上的一個聚集地。

## 地理
奥斯塔巴特-阿斯姆（43°15'21"N, 1°4'15"W）面积15.26 平方千米，位于法国新阿基坦大区大西洋比利牛斯省，该省份为法国东南部省份，涵盖了贝阿恩与北巴斯克，西临大西洋比斯開灣，北至朗德省，东北接热尔省，东临上比利牛斯省，南与西班牙接壤。
与奥斯塔巴特-阿斯姆接壤的市镇（或旧市镇、城区）包括：奥尔桑科、阿朗叙斯、瑞克叙、朗塔巴特、拉瑟沃-阿罗斯-锡比茨、于阿尔米克斯。
奥斯塔巴特-阿斯姆的时区为UTC+01:00、UTC+02:00（夏令时）。

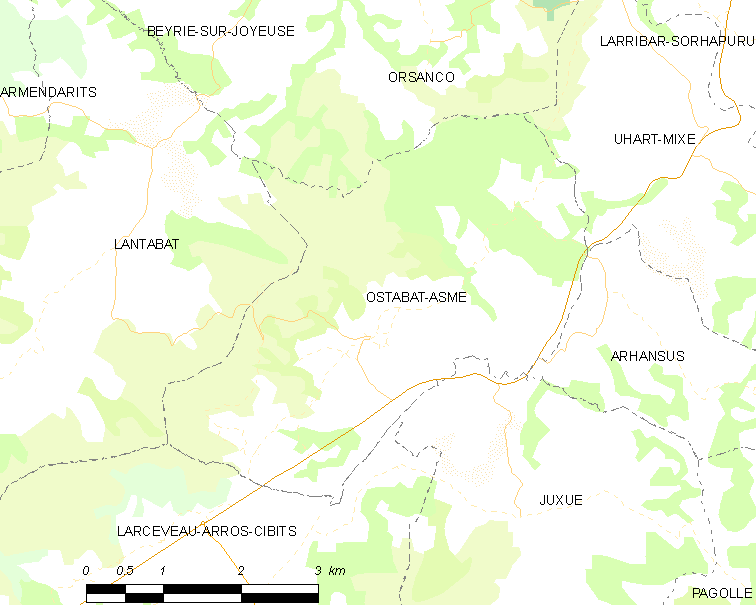
奥斯塔巴特-阿斯姆的OSM定位图

## 行政
奥斯塔巴特-阿斯姆的邮政编码为64120，INSEE市镇编码为64437。

## 政治
奥斯塔巴特-阿斯姆所属的省级选区为比达什地区-阿米库塞-奥斯蒂巴尔县。

## 人口

1962-2008年间奥斯塔巴特-阿斯姆人口变化图示

奥斯塔巴特-阿斯姆于2022年1月1日时的人口数量为224人。